# Punto de escurrimiento
El punto de escurrimiento de un líquido es la temperatura por debajo de la cual el líquido pierde sus características de flujo. En el petróleo crudo, un alto punto de escurrimiento se asocia generalmente con un alto contenido de parafina, que se encuentra típicamente en el crudo derivado de una mayor proporción de material vegetal. Ese tipo de petróleo crudo se deriva principalmente de un querógeno de tipo III.

## Medición del punto de escurrimiento de los productos petrolíferos

### Método manual
ASTM D97, Método de prueba estándar para el punto de escurrimiento de aceites crudos. Una muestra se enfría dentro de un baño de enfriamiento para permitir la formación de cristales de cera de parafina. A unos 9 °C por encima del punto de escurrimiento esperado, y por cada 3 °C subsiguientes, se retira el frasco de prueba y se inclina para comprobar el movimiento de la superficie. Cuando la muestra no fluye cuando está inclinada, el frasco se mantiene en posición horizontal durante 5 segundos. Si no fluye, se añaden 3 °C a la temperatura correspondiente y el resultado es la temperatura del punto de escurrimiento.
También es útil tener en cuenta que la falta de flujo en el punto de escurrimiento también puede deberse al efecto de la viscosidad o al historial térmico previo de la muestra. Por lo tanto, el punto de escurrimiento puede dar una visión engañosa de las propiedades de manipulación del aceite. También pueden realizarse ensayos adicionales de escurrimiento. Se puede observar un rango aproximado de punto de escurrimiento desde los puntos de escurrimiento superior e inferior de la muestra.

### Método automático
ASTM D5949, Método de prueba estándar para el punto de escurrimiento de productos petrolíferos (método de pulsación de presión automática) es una alternativa al procedimiento de prueba manual. Utiliza aparatos automáticos y produce resultados de punto de escurrimiento en un formato similar al método manual (ASTM D97) cuando se reporta a 3 °C.[1].
El método de prueba D5949 determina el punto de escurrimiento en un período de tiempo más corto que el método manual D97. Se requiere menos tiempo del operador para ejecutar la prueba utilizando este método automático. Además, no se necesita un baño de enfriamiento externo ni una unidad de refrigeración. D5949 es capaz de determinar el punto de escurrimiento dentro de un rango de temperaturas de -57 °C a +51 °C. Los resultados pueden ser reportados a intervalos de prueba de 1 °C o 3 °C. Este método de prueba tiene mejor repetibilidad y reproducibilidad que el método manual D97.
Según la norma ASTM D5949, la muestra de ensayo se calienta y se enfría mediante un dispositivo Peltier a una velocidad de 1,5±0,1 °C/min. A intervalos de 1 °C o 3 °C, se imparte un pulso presurizado de gas comprimido sobre la superficie de la muestra. Múltiples detectores ópticos observan continuamente la muestra en busca de movimiento. Se determina que el punto de escurrimiento es la temperatura más baja a la que se detecta movimiento en la superficie de la muestra.

### Medición del punto de escurrimiento de los aceites crudos
Se pueden derivar dos puntos de escurrimiento que pueden dar una ventana de temperatura aproximada dependiendo de su historial térmico. Dentro de este rango de temperatura, la muestra puede parecer líquida o sólida. Esta peculiaridad se debe a que los cristales de cera se forman con menos facilidad cuando se calientan en las últimas 24 horas y contribuyen a un punto de escurrimiento más bajo.
El punto de escurrimiento superior se mide vertiendo la muestra directamente en un frasco de prueba. A continuación, la muestra se enfría y se inspecciona para determinar el punto de escurrimiento según el método habitual de punto de escurrimiento. El método generalmente da un punto de escurrimiento más alto porque el historial térmico no ha sido cancelado por un tratamiento térmico prolongado.
El punto de escurrimiento más bajo se mide vertiendo primero la muestra en un recipiente de presión de acero inoxidable. A continuación se atornilla el recipiente y se calienta a más de 102 °C en un baño de aceite. Después de un tiempo especificado, el recipiente se retira y se enfría durante un corto periodo de tiempo. La muestra se vierte en un frasco de prueba y se cierra inmediatamente con un tapón que lleva el termómetro. A continuación, la muestra se enfría y se inspecciona para determinar el punto de escurrimiento según el método habitual.
- Datos: Q85876701